# Jan Sievers (Fußballspieler)
Jan Sievers (* 19. August 1967) ist ein ehemaliger deutscher Fußballspieler.

## Karriere
Sievers kam über den TSV Verden zum VfL Osnabrück in die 2. Bundesliga. Sein Profidebüt gab er am 10. Juli 1992 für unter Trainer Hubert Hüring. Mit dem Wechsel zum Ligakonkurrenten SV Meppen im darauffolgenden Jahr begann nach eigenen Angaben die „schönste und beeindruckendste Zeit“ seiner Karriere. Hier erzielte er in 80 Spielen 22 Tore.
Jan Sievers bestritt insgesamt 124 Zweitligaspiele und erzielte dabei 29 Tore. Heute ist er nebenberuflich als Co-Trainer der U-16 des SV Werder Bremen tätig.